# 1638

## Esdeveniments
- 28 de febrer: en una cerimònia a la Greyfriars Kirk d'Edimburg, els estats escocesos presbiterians es van unir per a la conservació de la puresa de l'Evangeli, mitjançant un pacte, el National Covenant. William Laud, arquebisbe de Canterbury, havia intentat limitar les àmplies atribucions de l'Església presbiteriana escocesa, imposant el Llibre dels Cànons, el reconeixement de la supremacia del rei Carles I d'Anglaterra i d'Escòcia i la implantació d'una litúrgia que modificava el Llibre d'Oració Comú a Escòcia, sense cap consulta prèvia al seu Parlament. Això va indignar els escocesos, ansiosos de preservar la seva identitat nacional i religiosa.[1]
- Auge de l'esclavatge a Virgínia, a les plantacions
- Es funda New Haven, primera ciutat americana planificada

## Naixements
- 1 de gener, París: Antoinette du Ligier de la Garde Deshoulières, poetessa i filòsofa francesa (m.1694).[2]
- 8 de gener, Bolonya, Itàlia: Elisabetta Sirani, pintora barroca de l'escola bolonyesa (m. 1665).[3]
- 15 de març, Mukden, actual Shenyang (Xina): Emperador Shunzi, segòn emperador de la dinastia Qing (m. 1661).[4]
- 5 de setembre: Lluís XIV de França, rei de França des del 1643 fins a la seva mort (m. 1715).
- Madrid: Agustín Domingo de Bracamonte, noble castellà, segon marquès de Fuente el Sol.

## Necrològiques

### Països Catalans
- 25 d'agost, València: Baltasar de Montpalau i Ferrer, noble valencià, cavaller de l'Orde de Calatrava, I comte de Xestalgar.
- Barcelona: Jaume Ramon Vila, heraldista i prevere.

Resta del món
- 27 d'abril, Pequín (Xina): Giacomo Rho, jesuíta italià, metemàtic, missioner a la Xina (n. 1593).[5]
- 11 de novembre, Haarlem: Cornelis van Haarlem, pintor i dibuixant holandès (n. 1562).
- 23 de desembre, Ravenna: Barbara Longhi, pintora italiana de retrats i de la temàtica Verge amb Nen (n. 1552).[6]